# Dienstgruppenleiter

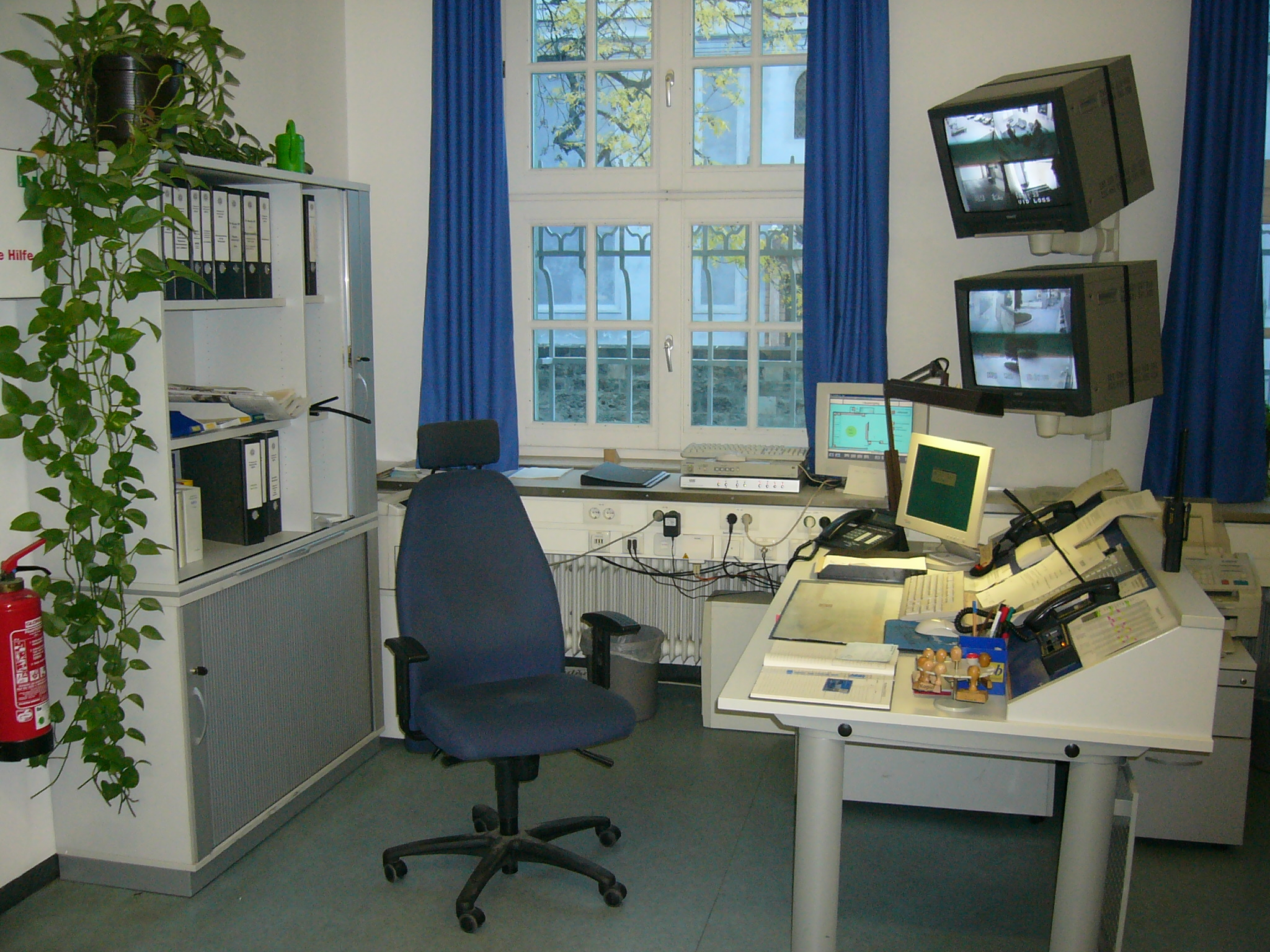
Arbeitsplatz eines DGL

Ein Dienstgruppenleiter (DGL) – vereinzelnd auch Dienstabteilungsleiter (DAL) oder Dienstschichtleiter (DSL) genannt – bezeichnet einen Dienstposten mit Führungsfunktion bei der deutschen Polizei innerhalb der Schutzpolizei. Je nach Bundesland kann es dabei unterschiedliche Bezeichnungen, Funktionen und Aufgaben geben. 

## Definition
Im Allgemeinen ist ein Dienstgruppenleiter der Vorgesetzte einer, je nach Bezeichnung, Dienstgruppe, Dienstschicht oder Dienstabteilung innerhalb einer polizeilichen Organisation. In anderen Organisationen, beispielsweise bei der Kriminalpolizei oder der Bereitschaftspolizei, existieren häufig Dienstposten bzw. Vorgesetzte mit ähnlicher Verantwortung und Funktion, werden jedoch anders bezeichnet. So ist der Dienstgruppenleiter der Schutzpolizei etwa mit einem Leiter eines Fachkommissariats bei der Kriminalpolizei oder dem Gruppenführer bei der Bereitschaftspolizei vergleichbar.

## Aufgaben
Dienstgruppenleiter führen eine Dienstgruppe im Wege der Dienstaufsicht im Innen- und Außendienst. Die Größe der Dienstgruppen variiert je nach Behörde und Wache; so umfasst eine Dienstgruppe bei kleineren Polizeiwachen nur einige wenige Beamte, während hingegen bei Großdienststellen der Bundespolizei an Flughäfen oder Bahnhöfen die Stärke 40 bis 65 Beamte betragen kann. Sie arbeiten in Polizeiinspektionen, -wachen, -kommissariaten, -revieren oder -stationen und tragen häufig die Amtsbezeichnung Polizeihauptmeister (mittlerer Dienst) oder Polizeihauptkommissar (gehobener Dienst).
Die Vertretungsregelung ist ebenfalls bundeslandspezifisch. In Nordrhein-Westfalen werden die DGL in ihrer Aufgabenwahrnehmung durch Wachdienstführer (in Niedersachsen auch Einsatz/- bzw. Ermittlungsführer genannt) unterstützt und übernimmt die Aufgaben bei Abwesenheit des Dienstgruppenleiters.
Die weiteren Aufgaben umfassen die fachlich-persönliche Leitung der Mitarbeiter (z. B. Dienstaufsicht, Personaleinsatz), die Verwaltung von Schriftstücken (u. a. Schriftverkehr, Akten, Auslauf), die Einhaltung der Arbeits- und Urlaubszeiten, die Beurteilung, die Koordination von Terminen, die Steuerung von Informationen sowie die Bedienung der Festfunkstation (sofern ihm kein Funkbeamter zur Seite steht). In einigen Bundesländern obliegt die Bedienung der Funkstation dem Wachhabenden, welcher nicht gleichzeitig der Dienstgruppenleiter sein muss. 
Aufgrund der Führungsfunktion übernehmen Dienstgruppenleiter zu komplexeren Einsatzanlässen – wie beispielsweise groß angelegten Fahndungen oder Kapitaldelikten – die Einsatzleitung vor Ort (ELO). In einigen Bundesländern sind sie überdies für die Betreuung und Prüfung der Polizeivollzugsbeamten im Vorbereitungsdienst verantwortlich. In einigen Ländern vertritt der Dienstgruppenleiter auch die Behördenleitung auf Inspektions- und teilweise auch auf Direktionsebene.